# Believer 2
Believer 2 (독전 2?, Dokjeon 2LR) è un film sudcoreano del 2023 diretto da Baek Jong-yeol, sequel del film del 2018 Dokjeon.

## Trama
Un bravo investigatore indaga su una delle maggiori organizzazioni di narcotraffico in Asia e dando la caccia al boss con il quale ha dei conti in sospeso.

## Distribuzione
Il film è stato distribuito sulla piattaforma Netflix a partire dal 17 novembre 2023.